# Bioinvent
BioInvent International är ett svenskt forsknings-, läkemedels- och life science-företag med fokus på klinisk framtagning och utveckling av bland annat antikroppsläkemedel för immunterapi mot cancer. Företaget grundades år 1983 av bland andra professor Carl Borrebaeck och är listat på Stockholmsbörsen sedan 2001. Företagets partners inkluderar bland annat Bayer Healthcare, Daiichi Sankyo, Mitsubishi Tanabe och Servier.

## Verkställande direktörer (urval)
- Svein Mathisen,[9][10] 1998–2013
- Michael Oredsson,[11] 2013–2017
- Martin Welschof,[12] 2018–